# Ganamukti Parishad

Ganamukti Parishads fana.

Tripura Rajaer Upajati Ganamukti Parishad ("Delstaten Tripuras urbefolkningars folkbefrielseråd") (GMP) är en politisk organisation för den landsbygdsbefolkning i den indiska delstaten Tripura som etniskt är adivasi.

## Historia
1948 bildades Mukti Parishad (Befrielserådet, senare omdöpt till Ganamukti Parishad) som en kampfront mot den lokala monarkins despotiska maktutövning i Tripura. Föregångarna till Mukti Parishad Janamangal Samiti (Folkets Välfärdsförening), the Tripura Rajya Prajamandal (Tripuras Folkförsamling) och särskilt Janasiksha Samiti (Folkets Utbildningsförening). Alla dessa organisationer hade något form av inflytande från den lokala cellen av Communist Party of India. Också Mukti Parishad var nära kopplat till kommunistpartiet, även om endast två partimedlemmar fanns inom Mukti Parishad då rörelsen grundades. 
När Tripura ställdes under militärstyre i mars 1949 valde Mukti Parishads ledare att gå under jorden för att undvika att arresteras. I det tribalbefolkade områdena i delstaten byggde GMP upp väpnat motstånd. Inspirerade av kinesiska Folkets Befrielsearmé organiserade man Shanti Sena (Fredsarmén), som drev ut administrationens styrkor från landsbygden. I de 'befriade områdena' etablerades folkvälde, och GMP:s bykommittéer skötte vardagsaffärer. Tribalbefolkningen behövde inte längre betala skatter till staten, inte heller skulle de vända sig till states domstolar. Samtidigt pågick en kulturrevolution i tribalsamhället, då barnäktenskap, tvångsarbete, alkoholmissbruk, kvinnoförtryck, m.m. förbjöds av GMP.
Det väpnade motståndet fortsatte till 1951. Strategierna byttes i samband med att det politiska klimatet i delstaten förändrades. Kommunistpartiet hade börjat arbeta öppet. Mot slutet av 1949 hade GMP-ledarna gått med i CPI. Nu organiserades GMP:s verksamhet öppet, i samarbete med CPI. I de första parlamentsvalen i Indien 1951 vann CPI båda mandaten från Tripura. Båda de valda, Biren Dutta and Dasarth Deb, var framträdande ledare för GMP. Deb, GMP:s ordförande, var vid den tiden fortfarande ansedd av polismakten som en gerillaledare på rymmen. Åtalen mot honom lades inte ner förrän han nått parlamentsbyggnaden inkognito och i samband med parlamentets första sammanträde blivit benådad av premiärminister J.L. Nehru.
Det bör nämnas att även om den stora majoriteten av GMP:s ledarskap såväl som dess medlemskår var tribals, så var GMP vid denna tid inte en uteslutande tribalorganisation (Biren Dutta, till exempel, var bengali). Efter den väpnade kampens avslutande så uppstod en intensiv debatt inom CPI angående GMP:s roll. Vissa menade att GMP, vars medlemmar nästan uteslutande var jordbrukare, skulle integreras i partiets bonderörelse AIKS och att tribal- och bengalibönder borde kämpa tillsammans då de hade gemensamma klassintressen. Andra, som Deb, menade att tribals inte enbart var en bondegrupp, utan utegjorde en egen subnationell grupp och att GMP borde arbeta som en tribalorganisation för att artikulera ett subnationalistiskt medvetenande inom tribalsamhället.
I början av 1960-talet drabbades CPI av en svår intern splittring. Partiet delades i två över frågor som förhållandet till Kongresspartiet och den Sino-sovjetiska polemiken. 1964 var splittringen ett faktum då två separata kongresser hölls, en för CPI och en för Communist Party of India (Marxist). Splittringen delade också partienheten i Tripura, och CPI(M) utmanövrerade snabbt CPI i delstaten. Inledningsvis var båda fraktionerna överens om att GMP skulle hållas intakt för att behålla rörelsens enighet, men snabbt började en tävlan om kontrollen över organisationen. Vid GMP-konferensen 1967 nådde splittringen också GMP, vilket slutade i en seger för CPI(M) och dess ledare inom GMP, Deb. CPI(M) och Deb lyckades vinna stöd av den stora majoriteten av organisationen. Vid samma konferens döptes GMP om till Upajati (d.v.s. Tribal) Ganamukti Parishad. Icke-tribals kunde inte längre erhålla medlemskap i GMP. Debs tes om att tribals utgjorde en egen subnationell grupp och behövde sin egen massorganisation hade alltså blivit förverkligad i organisatorisk praxis.
Idag är GMP en del av All India Kisan Sabha, CPI(M):s bondeförbund. GMP har dock sin egen organisatoriska karaktär som en tribalorganisation. Likaså som GMP är anslutet till AIKS, är Tribal Youth Federation anslutet till Democratic Youth Federation of India och Tribal Students' Union till Students Federation of India. Samtidigt som dessa organisationer är anslutna till olika allindiska strukturer, så är de organisatoriskt sammanlänkade med varandra. TYF:s generalsekreterare och ordförande är traditionellt sätt ledamöter av GMP:s centralkommitté. GMP, TYF och TSU använder egna flaggor, symboler och publikationer. Dessa organisationers ledarskap kallas Central Committees medan AIKS:s, DYFI:s och SFI:s delstatsledningar kallas State Committees.
1983 avväpnades Binanda Jamatias All Tripura Peoples Liberation Organization, och organisationens ledare gick med i Ganamukti Parishad. 
Det finns också ett CPI-lett Ganamukti Parishad, men den organisationen saknar helt inflytande.

## Vidare hälsning
- Basu, Pradip Kumar; The Communist Movement in Tripura, Calcutta: Progressive Publishers, 1996
- Deb, Dasarath; Mukti Parishader Itikatha, Kolkata: National Book Agency, 1999